# Dollars Corner (Washington)
Dollars Corner es un lugar designado por el censo del condado de Clark, estado de Washington, Estados Unidos. Según el censo de 2020, tiene una población de 1246 habitantes.
En los Estados Unidos, un lugar designado por el censo (traducción literal de la frase en inglés census-designated place, CDP) es una concentración de población identificada por la Oficina del Censo exclusivamente para fines estadísticos.

## Geografía
Se ubica en las coordenadas 45°46′49″N 122°36′00″O / 45.78028, -122.60000 (45.780236, -122.599968).

## Demografía
Según la estimación 2018-2022 de la Oficina del Censo, los ingresos medios de los hogares son de $113,802 y los ingresos medios de las familias son de $114,583. Alrededor del 21.6% de la población está por debajo de la línea de pobreza.